# Ziemski Bank Kredytowy SA we Lwowie

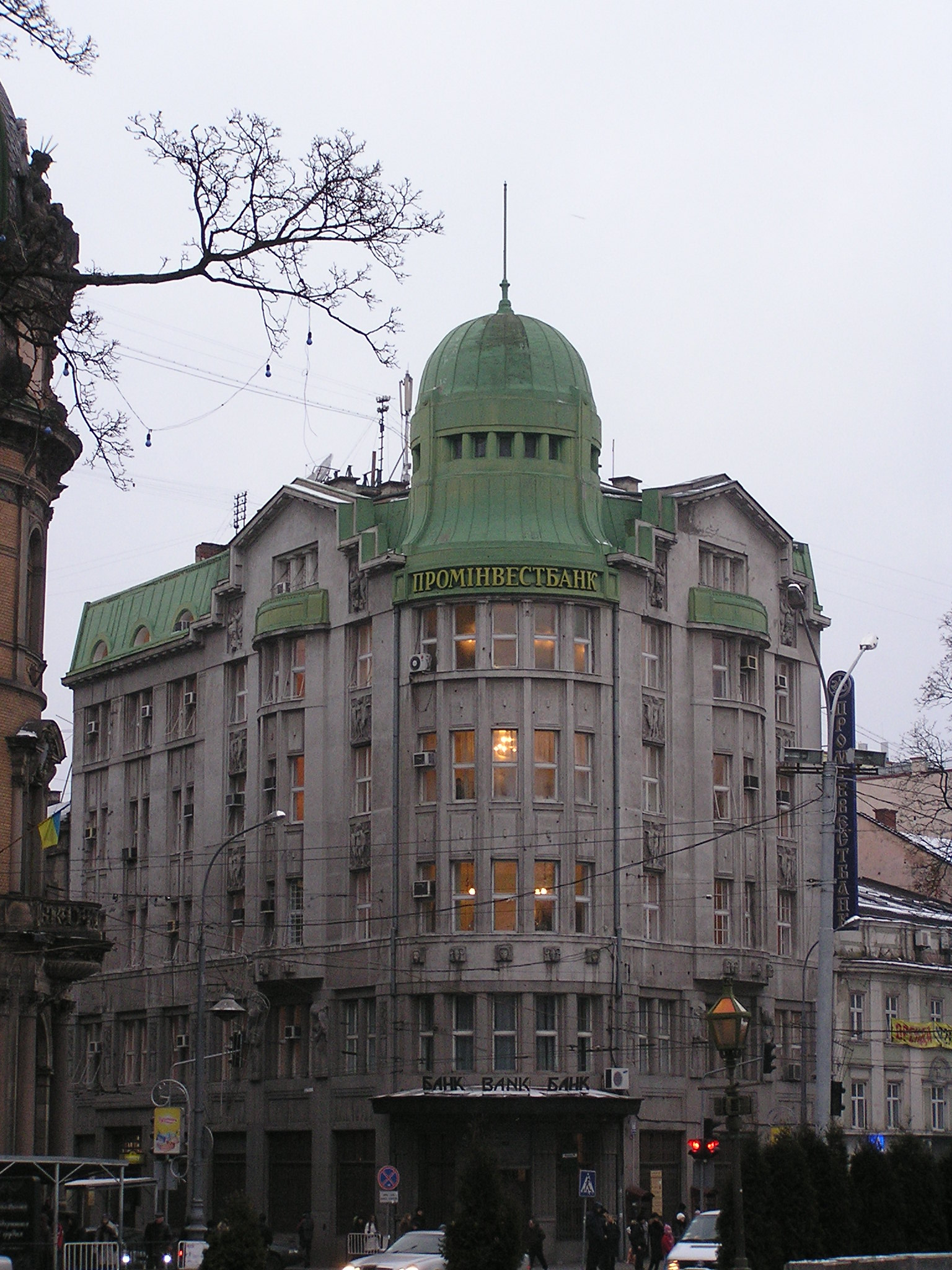
b. siedziba Ziemskiego Banku Kredytowego we Lwowie

Ziemski Bank Kredytowy SA we Lwowie – prywatna spółka akcyjna prowadząca działalność bankową w latach 1910–1930 na terenie Galicji i Śląska Cieszyńskiego, a następnie w latach 1918–1930 na terenie Rzeczypospolitej Polskiej.
Powstał w październiku 1909, a jego statut został zatwierdzony reskryptem L. 39.836 austriackiego Ministerstwa Spraw Wewnętrznych 10 grudnia 1909. Rozpoczął działalność 1 lipca 1910 jako Galicyjski Ziemski Bank Kredytowy. SA (Galizische Boden Credit Bank AG) na bazie istniejącej od 1900 Galicyjskiej Kasy Zaliczkowej. Jego kapitał założycielski wynosił 1 mln koron. W 1914 jego kapitał akcyjny wynosił 3 mln koron i składał się 7 500 akcji po 400 koron. Bank miał prawo prowadzić działalność na terenie całej Przedlitawii. Emitował wówczas 4,5% listy zastawne i udzielał kredytu hipotecznego ziemianom i właścicielom nieruchomości miejskich oraz chłopom. W latach 1910–1918 prezesem rady nadzorczej był Jan Gwalbert Pawlikowski, wiceprezesem Jerzy Piwocki, zaś członkami: Ernest Adam, Stanisław Bal, Stanisław Głąbiński, Adam Kauczyński, Maksymilian Liptay, Tadeusz Moszyński, Józef Neumann, Jan Rozwadowski, Aleksander Skarbek, Władysław Stesłowicz, Włodzimierz Strzelecki, Ozjasz Wasser i Ludwik Winiarz. Dyrekcję stanowili Ernest Adam, Maksymilian Liptay i Emil Roiński.
W niepodległej Polsce bank działał pod firmą Ziemski Bank Kredytowy SA we Lwowie. W 1919 kapitał banku został podwojony dzięki napływowi kapitału z czeskich banków Praskiego Banku Kredytowego i Agrarnego Banku z Pragi. Ziemski Bank Kredytowy specjalizował się w akcji parcelacyjnej, kredycie krótkoterminowym i inwestycjach produkcyjnych. W dobie inflacji zwiększał kapitał akcyjny z ponad 100 mln marek polskich w 1921 r. do ponad miliarda w 1923, nabywał udziały w firmach i lokował swe zasoby w nieruchomościach. Autorem ówczesnej polityki banku był Ernest Adam który dążył do przekształcenia go w wielkie, ogólnopolskie towarzystwo akcyjne drogą inwestowania w Warszawską Spółkę Akcyjną Budowy Parowozów(wraz z Polskim Bankiem Przemysłowym), Fabrykę Naczyń Emaliowanych w Olkuszu i 30 innych przedsiębiorstw. Przy centrali lwowskiej utworzył oddział parcelacyjny, zajmujący się sprzedażą majątków polskich w Galicji wschodniej w ręce osadników polskich, Bank prowadził wówczas ekspansywną politykę na terenie całej Polski, zakładając 13 oddziałów a także oddział w Gdańsku przy Heilige Geistgasse 134 (ob. ul. św. Ducha) (1921–1922), następnie przy Holzmarkt 4 (Targ Drzewny) (1925–1929). W 1924 r. wszedł na obszar Czechosłowacji i przejąwszy cieszyńską filię Banku Rolniczego w Frysztadzie, stworzył tam swój odrębny oddział pozyskując ponad 200 drobnych akcjonariuszy polskich. Bank był współinicjatorem powstania Polskiego Banku Emigracyjnego. W 1925 zaczął mieć kłopoty z płynnością na skutek wycofania się grupy czeskiej. Pomoc przyszła z Ministerstwa Skarbu, które w roku 1927 za 3 mln złotych zakupiło 60% jego akcji, nie chcąc - mimo ewidentnych przewinień zarządu nadających się do procedury sądowej - dopuścić do bankructwa w tym czasie kolejnej instytucji bankowej. Decydując się ponosić koszty sanacji, zmylono akcjonariuszy. Nastąpiła gwałtowna ruina i od 1929 r. rozpoczęło się we Lwowie postępowanie ugodowe z wierzycielami. W 1930 r. upadek banku był jednak przesądzony i postawiono go w stan likwidacji, a dwa lata potem ostatecznie zakończono jego istnienie.

## Siedziba
Początkowo mieściła się we Lwowie, przy ul. 3-go Maja 5 następnie przy ul. Jagiellońskiej 2. (obecnie ul. Hnatiuka, Вулиця Гнатюка), róg ul. Legionów (ob. al. Wolności – ukr. проспект Свободи). Współcześnie mieści się tu miejscowy oddział banku Prominvestbank (Промінвестбанк) z Kijowa. 